# Glikozidna veza
U hemiji, glikozidna veza je tip kovalentne veze koja spaja molekul ugljenog hidrata (šećera) drugom grupom, koja može da bude drugi ugljeni hidrat.
Glikozidna veza se formira između hemiacetalne grupe saharida (ili molekula izvedenog iz saharida) i hidroksilne grupe nekog organskog jedinjenja kao što je alkohol. Ako grupa vezana za ugljeno hidratni ostatak nije drugi saharid, jedinjenje se naziva aglikon. Ako je ona drugi saharid, ona se naziva redukujućim krajem strukture. To je relativna nomenklatura u kojoj je redukujući kraj di- ili polisaharida zadnji anomerni ugljenik strukture, a terminalni kraj je na suprotnoj strani.
U literaturi, veza između amino grupe ili druge grupe koja sadrži azot i šećera se često naziva glikozidnom vezom (mada to nije u skladu sa IUPAC-om). Na primer, veza šećerne baze u nukleozidu se naziva glikozidnom vezom. Supstanca koja sadrži glikozidnu vezu je glikozid.

## S-, N-, C-, i O-glikozidne veze
Glikozidne veze gore opisanog tipa su poznate kao O-glikozidne veze, jer glikozidni ugljenik vezuje glikozid i aglikon, ili redukujući kraj šećera. Po analogiji, se mogu takođe razmatrati S-glokozidne veze (kojima se formiraju tioglikozidi), gde je kiseonik glikozidne veze zamenjen atomom sumpora. Na isti način, N-glikozidne veze, imaju kiseonik glikozidne veze zamenjen azotom. Supstance koje sadrže N-glikozidne veze su isto tako poznate kao glikozilamini; termin "N-glikozid" se smatra neadekvatnim po IUPAC-i te se ne preporučuje njegova primena. -glikozil veze imaju glikozidni kiseonik zamenjen ugljenikom. Sve te modifikovane glikozidne veze imaju različite sklonosti ka hidrolizi, i u slučaju C-glikozidnih struktura, one su tipično otporne na hidrolizu.

## Spoljašnje veze
- [http://goldbook.iupac.org/G02661.html
- Varki A et al. „”.